# Bomberman (серия игр)
Bomberman — серия компьютерных игр и медиафранчайз, созданная компанией Hudson Soft. Первая игра серии Bomberman выпущена в 1983 году для домашних компьютеров и игровой консоли NES. В Европе игра распространялась под названием Eric and the Floaters. Игра стала началом одноименной серии. Игры серии разрабатывались и издавались как самой Hudson Soft, так и рядом других компаний и выходили на большинстве существующих игровых систем.

## Игровой процесс
Большинство игр серии выполнены в жанре аркадного лабиринта. Игрок управляет персонажем, находящимся в лабиринте, состоящем из разрушаемых и неразрушаемых стен. Он может оставлять бомбу, взрывающуюся через некоторое фиксированное время и разрушающую стены рядом с ней. Специальные бонусы могут увеличить количество одновременно оставляемых бомб, дальность их взрыва, скорость перемещения героя, дать возможность взрыва бомб по нажатию кнопки, невосприимчивость от взрыва бомб, прохождение сквозь разрушаемые стены или сквозь собственные еще невзорванные бомбы. На уровне присутствуют противники. В некоторых играх серии целью игры является нахождение скрытой за одной из разрушаемых стен двери, ведущей в следующий уровень с предварительным уничтожением врагов. Другие игры рассчитаны на многопользовательскую игру на одном экране, целью в них является победа над всеми противниками.
Среди игр серии также есть пошаговая стратегия Bomberman Wars.

Игровой процесс Bomberman на приставке NES
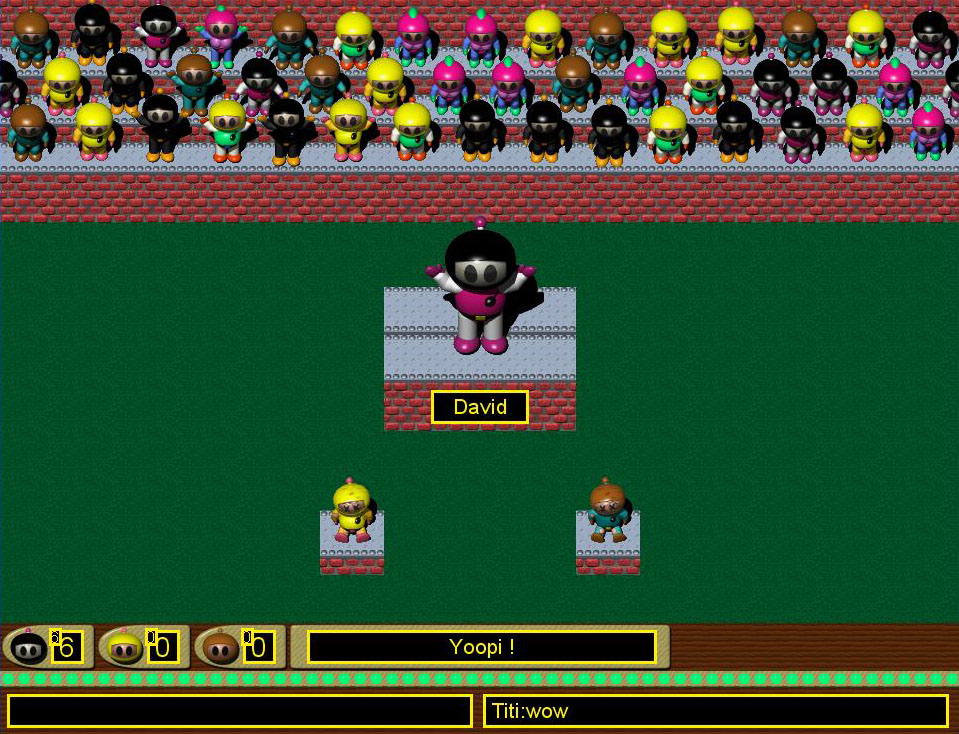
Xblast — вариация Bomberman
Для компьютеров ZX Spectrum игра выпускалась с названием Eric and the Floaters

## Персонажи

### Основные персонажи игры
Bomberman, также называемый Белый Бомбермен (White Bomber, Cheerful White или Shirobon), герой всей серии игр. В стандартных играх он — главный герой и всегда управляется игроком. Он изображается как героический, но всё же весёлый тип, часто спасая свою родную планету от бедствий. Как и у всех других Бомберменов, у него есть способность производить бомбы своими руками. В более поздних играх, таких как Bomberman Max и Bomberman Tournament, он, как показывается в предыстории, является сотрудником межпланетной полиции, которая располагается на базе Бомбермена. Во всех сюжетных играх его называют именно Cheerfull White, или сокращённо просто White, что означает, что первое слово его фамилия, а второе имя.
Black Bomberman — Чёрный Бомбермен (Kurobon, Cool Black, яп. kuro — чёрный) с одной стороны, идентичен Белому Бомбермену, только окрашен в чёрный и его ноги не окрашены белым. Во многих из его первых появлений он был главным конкурентом Бомбермена, часто совершая действия, такие как ограбление банков, чтобы бороться с ним. В конечном счёте постепенно становится другом Бомбермена и действует как второй игровой персонаж в играх с поддержкой одновременной игры двух игроков. Разработчики из филиала Hudson в более поздних играх наделили его сдержанным и организованным характером. Он также сильнее Красного Бомбермена, Синего Бомбермена и Зелёного Бомбермена.
Max сначала появляется в Bomberman Max как один из главных персонажей. Он — высокомерный конкурент Бомбермена, бросает ему вызов, предложив узнать, кто из них сумеет собрать больше «charaboms» (см. ниже). Max носит чёрную броню со шлемом, который полностью скрывает его лицо. Также является игровым персонажем в Bomberman Jetters, где он вновь присоединяется к Белому Бомбермену в борьбе против бандитов Hige Hige; и неблокируемый в Neo Bomberman.
Dr. Ein — учёный, который помогает Бомбермену. Он эксцентричен и, кажется, не выказывает многих эмоций. Полный, имеет белые клочковатые волосы, носит шуточные очки с изображёнными на линзах спиралями. Похож на Альберта Эйнштейна, о чём свидетельствует его имя.
Charabom (в европейской версии «Karabon») — маленькие существа, которые помогают продвижению Бомбермена, предоставляя ему новые способности. Впервые фигурировали в Bomberman Max, позже в каждой новой игре. Бомбермен часто находит Charabom пойманным в ловушку в клетках, и он может стать партнёром одного из них, чтобы использовать его способность. Можно также соединять их вместе и бороться полученными новыми «чарабомами» против других.
Pommy — возвращение Charabom, в Bomberman 64: Second Attack он — лояльный, но трусливый друг и подражатель. Способен стрелять молниями и принимать множество разных обличий.
Rooi — похожие на кенгуру животные с ушами кролика, которые помогают Бомбермену, позволяя ему перемещаться на них верхом. Louie, западный коллега Rooi, часто определённо помогает Бомбермену.
Dastardly Bombers (Подлые Бомбардировщики) — группа из пяти боссов, фигурирующих в нескольких играх серии. Магнит Бомбер (Magnet Bomber) имеет на шлеме магнит, способный притягивать бомбы. Голем Бомбер (Golem Bomber) крупнее других, использует зажигательные бомбы. Претти Бомбер (Pretty Bomber) от коллег-мужчин отличает розовая юбка, жёлтый шарф и большое жёлтое сердце на шлеме. Она также фигурирует как близкий друг Бомбермена в более поздних играх, где и Чёрный Бомбермен увлечён ею. Брейн Бомбер (Brain Bomber) — инженер группы, носит плащ и символ короны на шлеме. Он ниже других. Плазма Бомбер (Plasma Bomber) — лидер группы, носит шарф и эмблему молнии на шлеме, которая способна производить электрический ток.
Bagura (Bagular в западной версии) является главным злодеем во многих играх. Он напоминает пожилого, лысеющего Бомбермена с густой седой бородой, носит сине-белую форму и монокль в глазу. Он впервые фигурирует в Bomberman '94. Позже появляется в нескольких играх, включая Super Bomberman 3, Bomberman Hero, Bomberman World и Neo Bomberman. Он — истинный лидер Hige Hige Bandits, Mujoe является его заместителем. Доктор MechaDoc также служит группе, создавая различные технологии наподобие Hige Hige, маленьких автоматизированных подручных, которые довольно слабы и служат под начальством Mujoe. Имя Багуры, вероятно, происходит от видоизмененного слова «burglar» (англ. грабитель, взломщик). Это подтверждают некоторые из его преступных замыслов.

### Второстепенные персонажи
Pretty Bomber (также Cute Pink) — ранее была одним из боссов игры, в сериях Bomberman Land выступает как товарищ Бомбермена. Чуть ли не единственный Бомбермен-девушка. Её характер часто представляется как легкомысленный и избалованный; в Bomberman Land становится известно, что она из богатой семьи, и её родители постоянно организуют различные увеселительные мероприятия (например, арендуют парк с аттракционами на целый день). Бомбермен испытывает к ней трепет и борется за её сердце с Куробоном и остальными.
Mujoe — генерал армии Hige Hige. Он похож на обычного человека, который носит плащ и солнечные очки. Служит Bagular’у. В Bomberman Max 2 сумел пробраться на Бомбер Базу и установить спец-машину, которая уменьшила Бомбермена и Макса, после чего они объединились и разрушили её.
Зелёный Бомбермен (Midoribon, яп. Midori — зелёный) — один из поздних персонажей, созданных для серии. В ранних играх Зелёный Бомбермен не имел собственного характера и использовался для мультиплеерных сражений, как дополнительный герой для третьего или четвёртого игрока. В Bomberman Land он показан, как «всезнайка», неплохо разбирающийся в различного рода устройствах и головоломках. Он носит большие круглые очки и, при случае, книжку. Также он входит в состав «свиты» Золотого Бомбермена.